# Карпенко Дмитро Володимирович
Дмитро́ Володи́мирович Карпе́нко — український воєначальник, генерал-майор Повітряних сил Збройних сил України. Учасник російсько-української війни, що відзначився під час російського вторгнення в Україну в 2022 році.

## Життєпис
З 2012 по 2018 рік проходив службу на посаді начальника зенітних ракетних військ Повітряних сил Збройних сил України.
У 2018 році був призначений начальником штабу – першим заступником командира повітряного командування «Захід».
Станом на 2023 рік — командувач повітряного командування «Південь».

## Звання
- Полковник
- Генерал-майор (6 грудня 2012 року[6])

## Нагороди
- орден Богдана Хмельницького ІІ ступеня (27 січня 2023 року) — за особисту мужність і самовіддані дії, виявлені у захисті державного суверенітету та територіальної цілісності України, вірність військовій присязі.[7]
- орден Богдана Хмельницького ІІІ ступеня (1 червня 2022 року) — за особисту мужність і самовіддані дії, виявлені у захисті державного суверенітету та територіальної цілісності України, вірність військовій присязі.[8]
- орден Данила Галицького (21 серпня 2015 року) — за особистий внесок у зміцнення обороноздатності Української держави, мужність, самовідданість і високий професіоналізм, виявлені під час бойових дій та при виконанні службових обов’язків.[9]